# Barleria lanceata
Barleria lanceata är en akantusväxtart som först beskrevs av Peter Forsskål, och fick sitt nu gällande namn av C. Christensen. Barleria lanceata ingår i släktet Barleria och familjen akantusväxter. Inga underarter finns listade i Catalogue of Life.